# SAP Open 2013 - Qualificazioni singolare
Le qualificazioni del singolare  dello  SAP Open 2013 sono state un torneo di tennis preliminare per accedere alla fase finale della manifestazione. I vincitori dell'ultimo turno sono entrati di diritto nel tabellone principale. In caso di ritiro di uno o più giocatori aventi diritto a questi sono subentrati i lucky loser, ossia i giocatori che hanno perso nell'ultimo turno ma che avevano una classifica più alta rispetto agli altri partecipanti che avevano comunque perso nel turno finale.

## Teste di serie
1. Tim Smyczek (qualificato)
2. Alex Bogomolov Jr. (ultimo turno)
3. Denis Kudla (ultimo turno)
4. Illja Marčenko (ultimo turno)

1. Ryan Sweeting (qualificato)
2. Wang Yeu-tzuoo (primo turno)
3. Donald Young (qualificato)
4. Robert Farah (secondo turno)

## Qualificati
1. Tim Smyczek
2. Ryan Sweeting

1. Donald Young
2. Rik De Voest

## Tabellone qualificazioni

### Legenda
| - Q = Qualificato - WC = Wild card - LL = Lucky loser | - ALT = Alternate - SE = Special Exempt - PR = Protected Ranking | - w/o = Walkover - r = Ritirato - d = Squalificato |

### Sezione 1
|  | Primo turno    | Primo turno          | Primo turno          | Primo turno | Primo turno |  |  | Secondo turno   | Secondo turno   | Secondo turno   | Secondo turno | Secondo turno |   |   | Ultimo turno | Ultimo turno | Ultimo turno | Ultimo turno | Ultimo turno |  |
|  |                |                      |                      |             |             |  |  |                 |                 |                 |               |               |   |   |              |              |              |              |              |  |
|  | 1              | Tim Smyczek          | Tim Smyczek          | 6           | 6           |  |  |                 |                 |                 |               |               |   |   |              |              |              |              |              |  |
|  |                | William Boe-Wiegaard | William Boe-Wiegaard | 2           | 4           |  |  | 1               | Tim Smyczek     | 6               | 2             |               |   |   |              |              |              |              |              |  |
|  | Robin Kern     | Robin Kern           | Robin Kern           | 5           | 3           |  |  |                 | Denys Molčanov  | 3               | 1             | r             |   |   |              |              |              |              |              |  |
|  | Denys Molčanov | Denys Molčanov       | Denys Molčanov       | 7           | 6           |  |  |                 |                 |                 |               |               |   |   | 1            | Tim Smyczek  | 6            | 3            | 7            |  |
|  | Érik Chvojka   | Érik Chvojka         | Érik Chvojka         | 7           | 6           |  |  |                 |                 |                 | Érik Chvojka  | 4             | 6 | 5 |              |              |              |              |              |  |
|  | Chase Buchanan | Chase Buchanan       | Chase Buchanan       | 5           | 2           |  |  | Érik Chvojka    | Érik Chvojka    | Érik Chvojka    | 6             | 6             |   |   |              |              |              |              |              |  |
|  |                | Nicolas Meister      | Nicolas Meister      | 6           | 6           |  |  | Nicolas Meister | Nicolas Meister | Nicolas Meister | 3             | 4             |   |   |              |              |              |              |              |  |
|  | 6              | Wang Yeu-tzuoo       | Wang Yeu-tzuoo       | 4           | 4           |  |  |                 |                 |                 |               |               |   |   |              |              |              |              |              |  |

### Sezione 2
|  | Primo turno        | Primo turno           | Primo turno           | Primo turno | Primo turno |  |  | Secondo turno | Secondo turno      | Secondo turno      | Secondo turno | Secondo turno |   |   | Ultimo turno | Ultimo turno       | Ultimo turno | Ultimo turno | Ultimo turno |  |
|  |                    |                       |                       |             |             |  |  |               |                    |                    |               |               |   |   |              |                    |              |              |              |  |
|  | 2                  | Alex Bogomolov Jr.    | Alex Bogomolov Jr.    | 6           | 6           |  |  |               |                    |                    |               |               |   |   |              |                    |              |              |              |  |
|  |                    | Pierre-Hugues Herbert | Pierre-Hugues Herbert | 4           | 4           |  |  | 2             | Alex Bogomolov Jr. | Alex Bogomolov Jr. | 6             | 6             |   |   |              |                    |              |              |              |  |
|  | Takanyi Garanganga | Takanyi Garanganga    | 4                     | 3           | r           |  |  |               | Dennis Lajola      | Dennis Lajola      | 1             | 2             |   |   |              |                    |              |              |              |  |
|  | Dennis Lajola      | Dennis Lajola         | 6                     | 4           |             |  |  |               |                    |                    |               |               |   |   | 2            | Alex Bogomolov Jr. | 5            | 6            | 64           |  |
|  | Greg Ouellette     | Greg Ouellette        | 6                     | 65          | 64          |  |  |               |                    | 5                  | Ryan Sweeting | 7             | 3 | 7 |              |                    |              |              |              |  |
|  | Chris Wettengel    | Chris Wettengel       | 4                     | 7           | 7           |  |  |               | Chris Wettengel    | Chris Wettengel    | 0             | 4             |   |   |              |                    |              |              |              |  |
|  |                    | Marek Michalička      | Marek Michalička      | 1           | 0           |  |  | 5             | Ryan Sweeting      | Ryan Sweeting      | 6             | 6             |   |   |              |                    |              |              |              |  |
|  | 5                  | Ryan Sweeting         | Ryan Sweeting         | 6           | 6           |  |  |               |                    |                    |               |               |   |   |              |                    |              |              |              |  |

### Sezione 3
|  | Primo turno        | Primo turno        | Primo turno    | Primo turno | Primo turno |  |  | Secondo turno | Secondo turno   | Secondo turno | Secondo turno | Secondo turno |   |   | Ultimo turno | Ultimo turno | Ultimo turno | Ultimo turno | Ultimo turno |  |
|  |                    |                    |                |             |             |  |  |               |                 |               |               |               |   |   |              |              |              |              |              |  |
|  | 3                  | Denis Kudla        | Denis Kudla    | 6           | 6           |  |  |               |                 |               |               |               |   |   |              |              |              |              |              |  |
|  |                    | Denis Zivkovic     | Denis Zivkovic | 1           | 4           |  |  | 3             | Denis Kudla     | 6             | 2             | 6             |   |   |              |              |              |              |              |  |
|  | Daniel Kosakowski  | Daniel Kosakowski  | 6              | 0           | 1           |  |  |               | Nicholas Monroe | 4             | 6             | 1             |   |   |              |              |              |              |              |  |
|  | Nicholas Monroe    | Nicholas Monroe    | 3              | 6           | 6           |  |  |               |                 |               |               |               |   |   | 3            | Denis Kudla  | Denis Kudla  | 4            | 3            |  |
|  | Izak van der Merwe | Izak van der Merwe | 6              | 2           | 2           |  |  |               |                 | 7             | Donald Young  | Donald Young  | 6 | 6 |              |              |              |              |              |  |
|  | Simon Stadler      | Simon Stadler      | 3              | 6           | 6           |  |  |               | Simon Stadler   | Simon Stadler | 3             | 5             |   |   |              |              |              |              |              |  |
|  | WC                 | Denny Fafek        | Denny Fafek    | 4           | 4           |  |  | 7             | Donald Young    | Donald Young  | 6             | 7             |   |   |              |              |              |              |              |  |
|  | 7                  | Donald Young       | Donald Young   | 6           | 6           |  |  |               |                 |               |               |               |   |   |              |              |              |              |              |  |

### Sezione 4
|  | Primo turno      | Primo turno          | Primo turno          | Primo turno | Primo turno |  |  | Secondo turno | Secondo turno  | Secondo turno  | Secondo turno | Secondo turno |   |   | Ultimo turno | Ultimo turno   | Ultimo turno   | Ultimo turno | Ultimo turno |  |
|  |                  |                      |                      |             |             |  |  |               |                |                |               |               |   |   |              |                |                |              |              |  |
|  | 4                | Illja Marčenko       | Illja Marčenko       | 6           | 6           |  |  |               |                |                |               |               |   |   |              |                |                |              |              |  |
|  | WC               | Boris Nicola Bakalov | Boris Nicola Bakalov | 4           | 0           |  |  | 4             | Illja Marčenko | Illja Marčenko | 6             | 6             |   |   |              |                |                |              |              |  |
|  | Prakash Amritraj | Prakash Amritraj     | 3                    | 6           | 2           |  |  |               | Jason Jung     | Jason Jung     | 3             | 3             |   |   |              |                |                |              |              |  |
|  | Jason Jung       | Jason Jung           | 6                    | 2           | 6           |  |  |               |                |                |               |               |   |   | 4            | Illja Marčenko | Illja Marčenko | 65           | 4            |  |
|  | Luka Gregorc     | Luka Gregorc         | Luka Gregorc         | 3           | 3           |  |  |               |                |                | Rik De Voest  | Rik De Voest  | 7 | 6 |              |                |                |              |              |  |
|  | Rik De Voest     | Rik De Voest         | Rik De Voest         | 6           | 6           |  |  |               | Rik De Voest   | Rik De Voest   | 6             | 7             |   |   |              |                |                |              |              |  |
|  |                  | Kevin Kim            | 5                    | 6           | 3           |  |  | 8             | Robert Farah   | Robert Farah   | 3             | 5             |   |   |              |                |                |              |              |  |
|  | 8                | Robert Farah         | 7                    | 4           | 6           |  |  |               |                |                |               |               |   |   |              |                |                |              |              |  |